# Askiya (Genre)
Askiya (usbekisch Askiya) ist ein originelles Genre der Volkskunst und der mündlichen Volkskunst, das sich im Ferghanatal und in der Provinz Taschkent gebildet und verbreitet hat. Im Jahr 2014 hat die UNESCO Askiya in die Repräsentative Liste des immateriellen Kulturerbes der Menschheit aufgenommen.

## Beschreibung
Askiya ist eine Form der usbekischen mündlichen Volkskunst, die in Form eines Dialogs zwischen zwei oder mehr Teilnehmern stattfindet, die in der Wortgewandtheit zu einem bestimmten Thema konkurrieren. Die Teilnehmer müssen die usbekische Sprache perfekt beherrschen, in der Improvisation geschickt sein und schnell und originell denken und antworten können, wobei Humor und Witze verwendet werden. Obwohl es in humoristischer Form präsentiert wird, spielt die Askiya eine unschätzbare Rolle bei der Information der Bevölkerung über gesellschaftliche Trends und Ereignisse. Damit während des Askiya-Verlaufs keine persönlichen Angriffe erfolgen, müssen die Darsteller – Askiyachi oder Askiyaboz – jedes Wort vorsichtig wählen.
Nach Quellen war Askiya im 15. bis 17. Jahrhundert weit verbreitet. Der Dichter Vasifi schrieb, dass Askiya besonders in Herat und unter den Dutzenden talentierter Hüter der Askiya-Traditionen, Mawlana Abdulvasi Munshi, weit verbreitet ist. Über Askiya schrieben auch Alisher Navoi, Babur und Khondemir.
Askiya ist im Wesentlichen ein Wortspiel und ein intellektueller Wettbewerb, der hohe Fähigkeiten und Kreativität erfordert. Das Thema der Askiya ist der Payrov (Themenbereich), und es gilt als eigenständiges Kunstwerk. Es handelt sich um eine aufeinander folgende Äußerung von Gedanken, ein improvisierter Wettbewerb. Ein bestimmtes Thema in der Askiya wird von Anfang bis Ende behandelt, wobei die Teilnehmer innerhalb dieser Grenzen bleiben. Neben traditionellen Payrovs (Themen) wie «Ŭxşatdim» (Vergleich), «Bŭlasizmi» (Aufteilen), «Gulmisiz, rajhonmisiz» (Sie sind eine Blume oder ein Basilikum), «Bedana» (Wachtel), «Havsana», «Qofija» (Reim), «Bilganlar, ʙilmaganlar» (Diejenigen, die es wissen, wussten es nicht), «Laqaʙ» (Spitzname), werden auch moderne Themen wie «Paxta» (Baumwolle), «Oila» (Die Familie), «Kino», «Dorʙozlik» (Seiltanz), «Aşula» (Lied) oder «Futʙol» (Fußball) verwendet.
Askiya ist im Wesentlichen ein männliches Genre, obwohl Frauen heutzutage auch daran teilnehmen. In diesem Genre sind die Wahl des Themas, die Fähigkeit, den Gedanken richtig zu formulieren und die Improvisation besonders wichtig. Dabei sind auch bestimmte Mittel der Mimik und Körperbewegung erforderlich. Daher ist Askiya das Ergebnis des Talents, die richtigen Worte in Verbindung mit schnellen Antworten im Dialog anzuwenden.
Askiya ist ein spiritueller Schatz, der das Denken, die Weltanschauung und die sozialen Beziehungen des usbekischen Volkes widerspiegelt. Askiya ist usbekischer Humor, der eng mit den sozialen Traditionen verbunden ist.

## Mitwirkende
Seit der zweiten Hälfte des 20. Jahrhunderts hat Askiya dank Meistern wie Dekhana Yuzboshi Shernazarova, Yasharkul Ostanakulov, Yusu-fi Qiziq Shakardjanov, Izhrokombuva, Gaiib ota Tashmatov, Tursunbuva Aminov und Abdulkhay Masum Kozokov ein hohes Maß an Kunstfertigkeit erreicht. Zu verschiedenen Zeiten waren auch bekannte Sänger von Katta Asсhula (eine Art traditioneller Gesang unter den Völkern des Ferganatals von Usbekistan) und Maqom (das mittelasiatische vokal-instrumentale Genre mit einer breiten Verwendung von Improvisation und einer zyklischen Struktur der Werke), Schauspieler und Bastakoren (Komponist) ebenfalls Askiya-Spieler – darunter Jurakhan Sultanov und Saib Khojaev.
Die Bewahrung und Förderung von Askiya werden von kollektiven Gruppen und Vereinen von Rednern übernommen, wie dem Kokand Club der Askiya-Liebhaber (unter der Leitung von Jurakhon Pulatov und Akramjon Akbarov), Askiya-Gruppen in Margilan (Mamasidik Shiryayev), Khanabad (Mukhiddin Sultanov), und Asaka (Jumavoy Khurramov). In Usbekistan wird die Kunstform des Askiya durch Wettbewerbe und Festivals für Interpreten dieses Genres sowie durch Askiya-Abende (in Taschkent, Margilan und Khanabad), die Veröffentlichung von Büchern und Sammlungen und wissenschaftliche Forschungen bewahrt und gefördert.